# Пушкіно
Пу́шкіно (рос. Пу́шкино) — місто обласного підпорядкування, районний центр Пушкінського району Московської області. Знаходиться за 17 км від МКАД та за 30 км від центра Москви. Місто розташовано на південно-східних схилах Смоленсько-Московської височини на річці Уча та її притоці річці Серебрянка. Залізнична станція. Місто Пушкіно належить до міст-супутників мегаполіса, оскільки розташований у «ближньому» Підмосков'ї.
Залізнична магістраль, річки Уча та Серебрянка утворюють своєрідний трикутник, всередині якого розташувались адміністративний та діловий центр, різні організації, магазини, банки, житлові мікрорайони.

## Історія
За найпопулярнішою версією назва Пушкіно виникла у другій половині XIV століття від прізвиська його власника боярина Григорія Олександровича Морхиніна-Пушки, предка О. С. Пушкіна. У XV столітті село Пушкіно належало московським митрополитам. У XVIII столітті тут починає розвиватись промислове виробництво — ткацькі мануфактури, які виробляють шерстяне сукно, шовкові хустки.
17 серпня 1925 року Пушкіно отримало статус міста. 12 липня 1929 року місто стало районним центром, того ж року з Москви у Пушкіно пройшла перша електричка. 1953 року отримав статус міста обласного підпорядкування, водночас розпочалось бурхливе будівництво.

## Символіка
Місто Пушкіно має власну символіку — герб та прапор. Міську символіку ухвалено 24 червня 2010 року. Геральдичні кольори — зелений та пурпуровий, основою символіки є зображення церковної дзвіниці.

## Промисловість
Текстильна промисловість (ВАТ з виробництва штучних матеріалів «Мамонтовка»)
Виробництво художніх виробів: художньо-виробниче підприємство «Софрино» займається виробництвом свічок, ікон, одягу для священиків.

## Транспорт

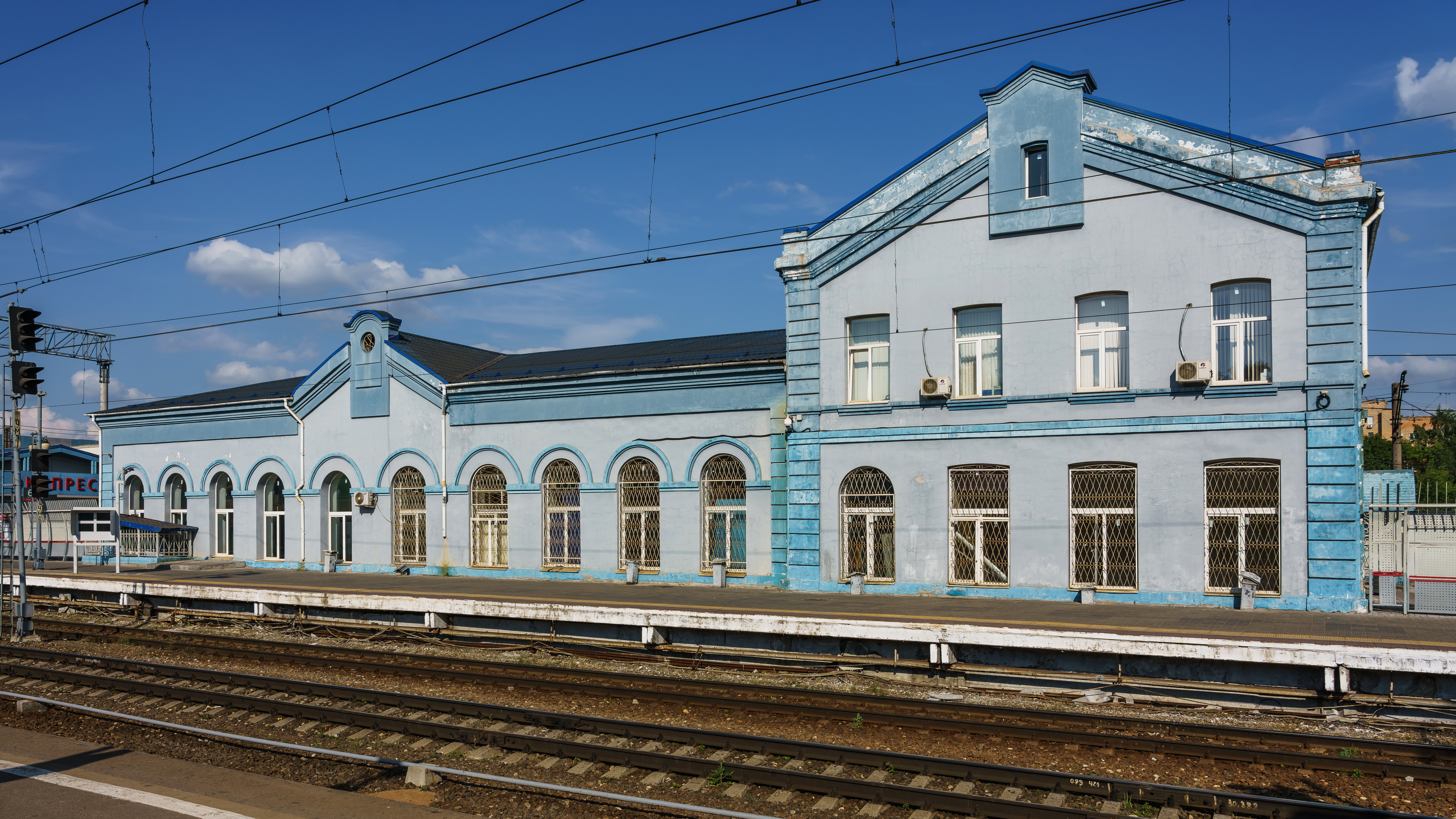
Залізнична станція в Пушкіно

З Москвою місто пов'язане безсвітлофорною федеральною трасою, яка 2008 року була рекунструйована біля міста Корольов у 5-ти смугову в кожну сторону. Також з Москвою Ашкуно пов'язане приміською залізницею із станцією «Пушкіно-кінцева» у центрі міста. Відстань між станціями Пушкіно та Москва-Ярославська становить 30 кілометрів, орієнтовний час у дорозі 39 хвилин. Станом на жовтень 2015 року вартість квитка 76 російських рублів. Окрім того до Москви можна доїхати на потязі.

## Населення
| Рік  | тис. чол | рік  | тис. чол | рік  | тис. чол | рік  | тис. чол |
| ---- | -------- | ---- | -------- | ---- | -------- | ---- | -------- |
| 1897 | 2.0      | 1976 | 63       | 2000 | 70.2     | 2011 | 102.9    |
| 1926 | 3.7      | 1979 | 68.5     | 2001 | 69.5     | 2012 | 103.3    |
| 1931 | 11.7     | 1982 | 72       | 2003 | 72.4     | 2013 | 104.8    |
| 1939 | 21.1     | 1986 | 74       | 2005 | 96.4     | 2014 | 106.1    |
| 1959 | 30.0     | 1989 | 75.8     | 2006 | 96.9     | 2015 | 108.3    |
| 1967 | 41       | 1992 | 75.6     | 2007 | 97.4     |      |          |
| 1970 | 48.4     | 1996 | 79.1     | 2008 | 97.7     |      |          |
| 1973 | 54       | 1998 | 71.0     | 2010 | 98.9     |      |          |

## Освіта
У Пушкінському районі функціонує 5 вищих навчальних закладів: Московський державний університет сервісу, Академія економічної безпеки МВС Росії, академія державної протипожежної служби МНС та ліквідації наслідків стихійних лих, Інститут технології туризму, філія Сучасної гуманітарної академії.

## Медицина
У Пушкінському районі розташовано кліматобальнеологічний курорт Тишково. Також у місті є санаторій Пушкіно, який належить уряду Московської області.

## Культура
У місті є краєзнавчий музей.

## Пам'ятки історії та архітектури

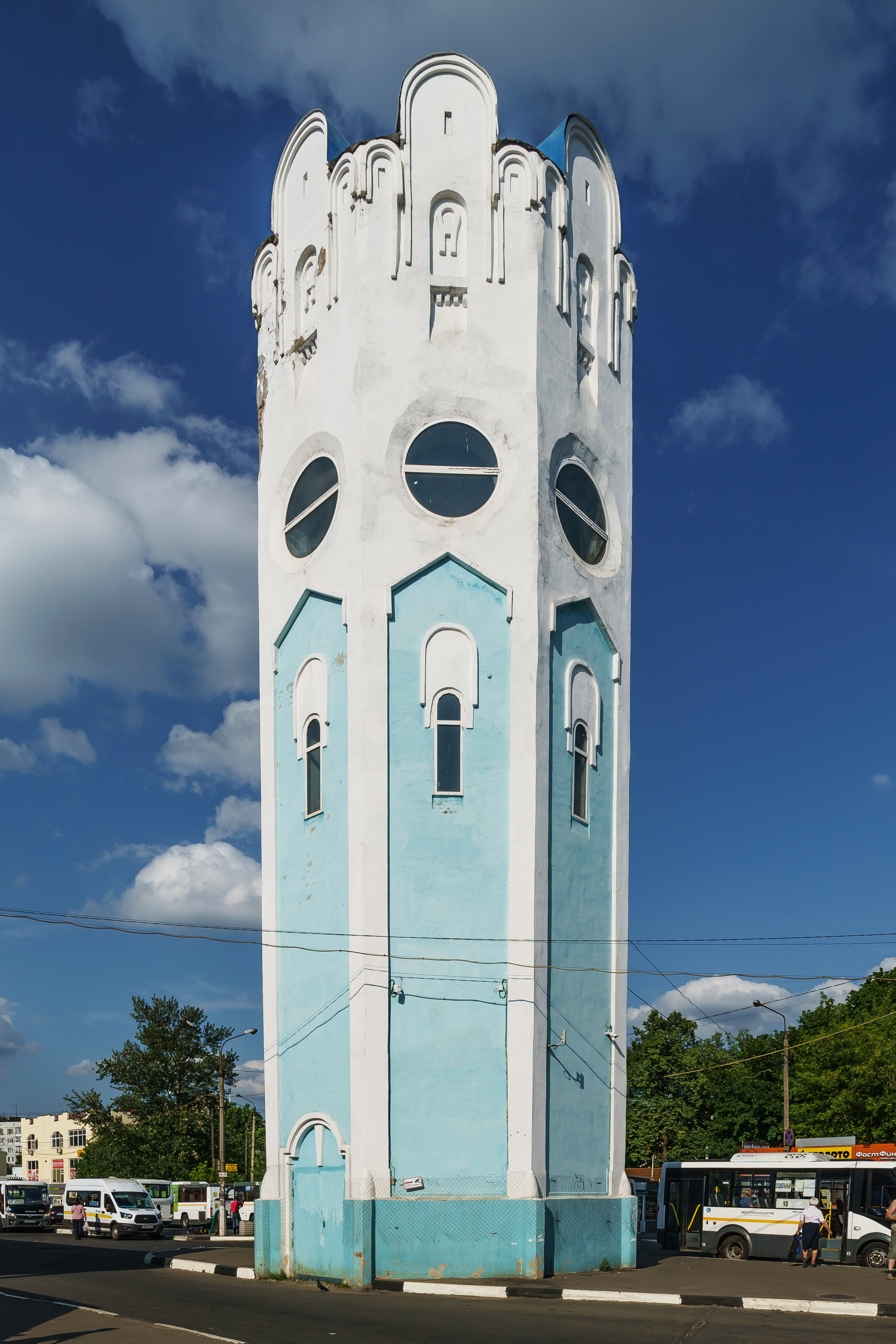
Водонапірна башта — один з найвпізнаваніших символів Пушкіно

У північній частині міста — церква святого Миколая (1692-1694 рр) збудована на замовлення патріарха Адріана. У 5 км на схід від Пушкіно в селі Комягіно — Сергієвська церква (1678).

## Видатні особи пов'язані з Пушкіно
У літні сезони 1920-1928 рр у Пушкіно на дачі Румянцева жив Володимир Маяковський. У 1969 році відкрилась бібліотека — музей поета.

## Міста-партнери
- Кутна Гора, Чехія
- Верт, Нідерланди
- Орівесі, Фінляндія
- Постави, Білорусь
- Орша, Білорусь